# Tabla înmulțirii

Tabla înmulțirii de la 1 până la 10 trasată la scară (sub diagonala principală); în partea de deasupra diagonalei principale este descompunerea produselor în factori primi

În matematică, tabla înmulțirii este un tabel matematic folosit pentru a defini operația binară de înmulțire într-un sistem de numerație algebric.
Tabla de înmulțire zecimală a fost predată tradițional în întreaga lume ca o parte esențială a aritmeticii elementare, deoarece pune bazele operațiilor aritmetice cu numere din baza zece. Mulți educatori consideră că este necesar să memoreze tabelul până la 9 × 9.

## Istoric

### Perioada premodernă

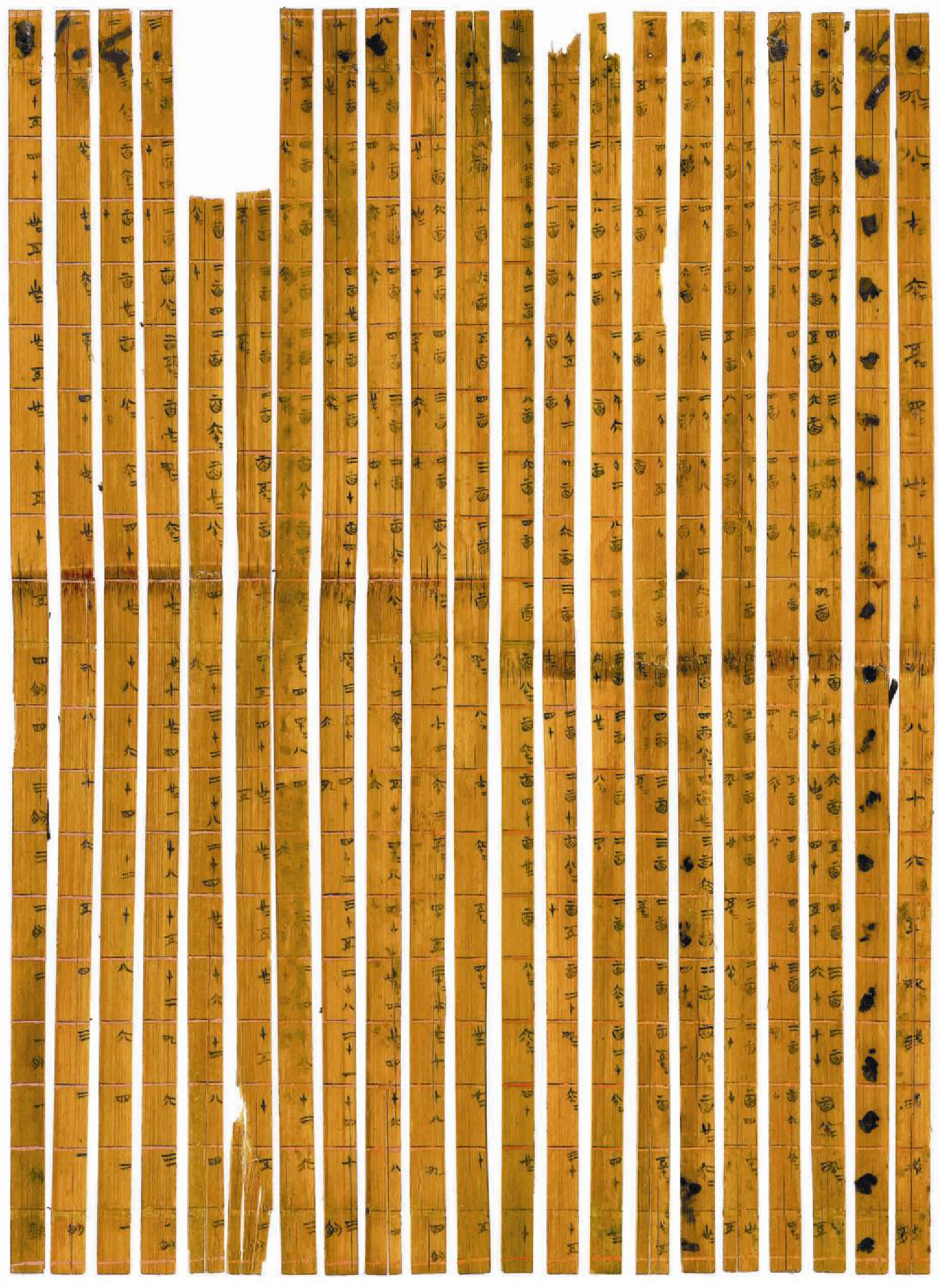
cu tabla înmulțirii zecimale din perioada Statelor Combatante (chineze), 305 î.Hr.

Cele mai vechi tabele de înmulțire cunoscute au fost folosite de babilonieni cu aproximativ 4000 de ani în urmă. Însă ei foloseau baza 60. Cele mai vechi tabele cunoscute în baza 10 sunt cele de pe lamelele de bambus din Tsinghua⁠(d), China, datând de la aproximativ 305 î.Hr., din perioada Statelor Combatante.

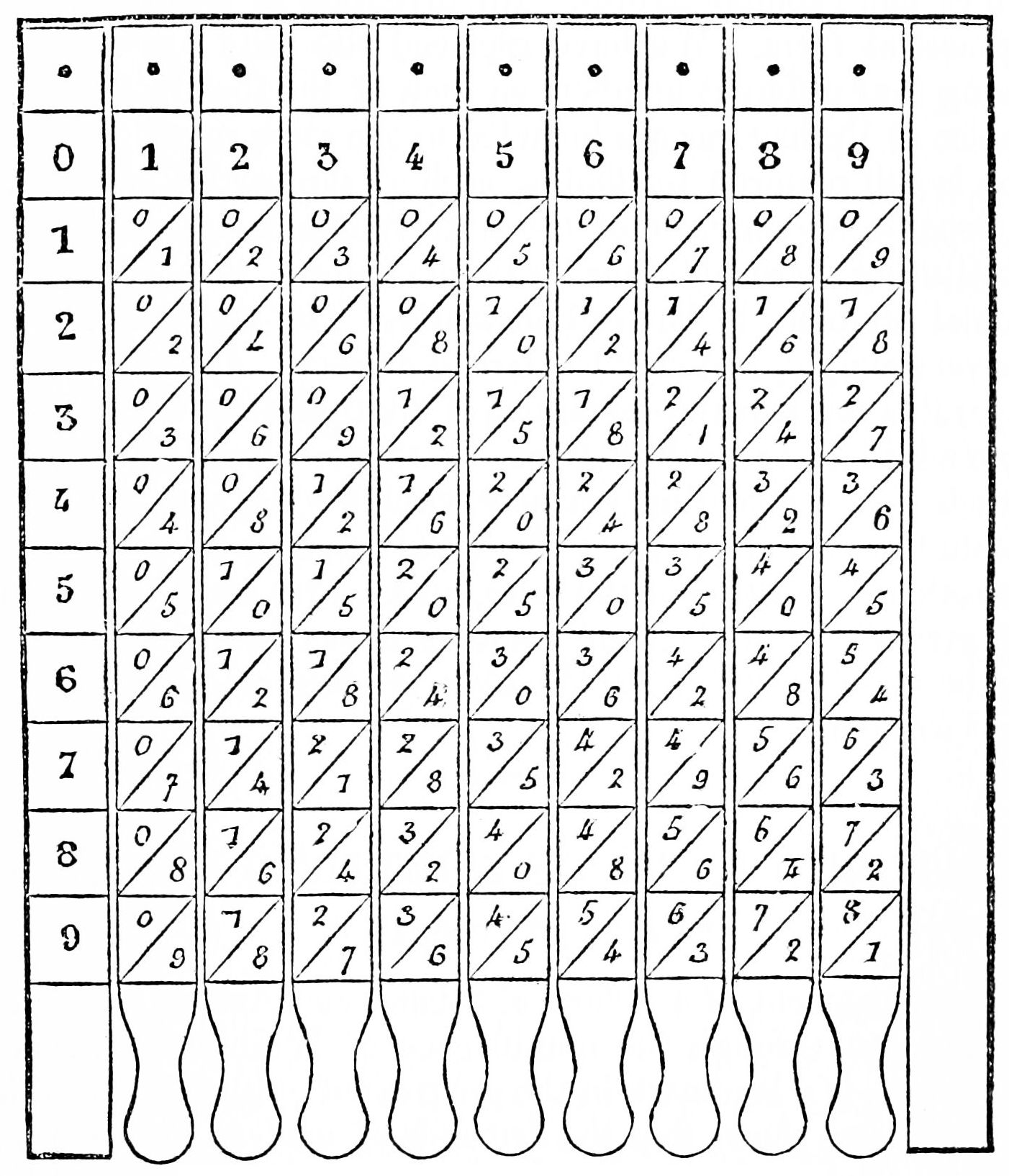
"Tabla lui Pitagora" pe tijele lui Napier

Tabla înmulțirii este uneori atribuită matematicianului grec antic Pitagora (570–495 î.Hr.). Matematicianul greco-roman Nicomah (60–120 d.Hr.), un adept al neopitagorismului, a inclus o tablă a înmulțirii în Introducere în aritmetică, iar cea mai veche tablă a înmulțirii din matematica greacă care a supraviețuit este pe o tabletă de ceară datată în secolul I d.Hr. și aflată în prezent la British Museum.
În 493 AD, Victorius de Aquitania a scris o tablă a înmulțirii pe 98 de coloane care dădea (în cifre romane) produsele numerelor cu 2 până la 50, iar rândurile erau „o listă de numere care începeau cu o mie, coborând din sută în sută până la o sută, apoi coborând din zece în zece până la zece, apoi din unu în unu până la unu, iar apoi fracțiile până la 1/144”.

### Perioada modernă
În cartea sa din 1820 The Philosophy of Arithmetic, matematicianul John Leslie a publicat o tablă a înmulțirii până la 99 × 99, care permitea înmulțiri de câte două cifre deodată. Leslie a recomandat ca tinerii să memoreze tabla înmulțirii până la 50 × 50.
Ilustrația de mai jos prezintă o tablă a înmulțirii până la 12 × 12, dimensiune folosită curent în școlile din lumea engleză.
| ×  | 0 | 1  | 2  | 3  | 4  | 5  | 6  | 7  | 8  | 9   | 10  | 11  | 12  |
| -- | - | -- | -- | -- | -- | -- | -- | -- | -- | --- | --- | --- | --- |
| 0  | 0 | 0  | 0  | 0  | 0  | 0  | 0  | 0  | 0  | 0   | 0   | 0   | 0   |
| 1  | 0 | 1  | 2  | 3  | 4  | 5  | 6  | 7  | 8  | 9   | 10  | 11  | 12  |
| 2  | 0 | 2  | 4  | 6  | 8  | 10 | 12 | 14 | 16 | 18  | 20  | 22  | 24  |
| 3  | 0 | 3  | 6  | 9  | 12 | 15 | 18 | 21 | 24 | 27  | 30  | 33  | 36  |
| 4  | 0 | 4  | 8  | 12 | 16 | 20 | 24 | 28 | 32 | 36  | 40  | 44  | 48  |
| 5  | 0 | 5  | 10 | 15 | 20 | 25 | 30 | 35 | 40 | 45  | 50  | 55  | 60  |
| 6  | 0 | 6  | 12 | 18 | 24 | 30 | 36 | 42 | 48 | 54  | 60  | 66  | 72  |
| 7  | 0 | 7  | 14 | 21 | 28 | 35 | 42 | 49 | 56 | 63  | 70  | 77  | 84  |
| 8  | 0 | 8  | 16 | 24 | 32 | 40 | 48 | 56 | 64 | 72  | 80  | 88  | 96  |
| 9  | 0 | 9  | 18 | 27 | 36 | 45 | 54 | 63 | 72 | 81  | 90  | 99  | 108 |
| 10 | 0 | 10 | 20 | 30 | 40 | 50 | 60 | 70 | 80 | 90  | 100 | 110 | 120 |
| 11 | 0 | 11 | 22 | 33 | 44 | 55 | 66 | 77 | 88 | 99  | 110 | 121 | 132 |
| 12 | 0 | 12 | 24 | 36 | 48 | 60 | 72 | 84 | 96 | 108 | 120 | 132 | 144 |

Însă în China, deoarece înmulțirea este comutativă, se folosește o tablă mai mică, triunghiulară. Uneori prima coloană este omisă deoarece 1 este elementul neutru multiplicativ.
| 1 | 1 |    |    |    |    |    |    |    |    |
| 2 | 2 | 4  |    |    |    |    |    |    |    |
| 3 | 3 | 6  | 9  |    |    |    |    |    |    |
| 4 | 4 | 8  | 12 | 16 |    |    |    |    |    |
| 5 | 5 | 10 | 15 | 20 | 25 |    |    |    |    |
| 6 | 6 | 12 | 18 | 24 | 30 | 36 |    |    |    |
| 7 | 7 | 14 | 21 | 28 | 35 | 42 | 49 |    |    |
| 8 | 8 | 16 | 24 | 32 | 40 | 48 | 56 | 64 |    |
| 9 | 9 | 18 | 27 | 36 | 45 | 54 | 63 | 72 | 81 |
| × | 1 | 2  | 3  | 4  | 5  | 6  | 7  | 8  | 9  |